# 4380 Geyer
4380 Geyer eller 1988 PB2 är en asteroid i huvudbältet som upptäcktes den 14 augusti 1988 av den belgiske astronomen Eric W. Elst vid Haute-Provence-observatoriet. Den är uppkallad efter Edward H. Geyer.
Asteroiden har en diameter på ungefär 16 kilometer och den tillhör asteroidgruppen Eos.